# Hafefobia
Hafefobia (łac. haphephobia) – jedna z rzadszych fobii specyficznych; chorobliwy lęk przed dotknięciem. Odnosi się do sytuacji, w której ktoś dotyka daną osobę, jak i do sytuacji, kiedy ta osoba czegoś lub kogoś dotyka. Lęk może mieć podłoże społeczne, ale może również być związany z seksualnością lub obawą przed zabrudzeniem się.
Znany także jako afefobia, hafofobia, hapnofobia, haptefobia, haptofobia oraz tiksofobia.